# Vincenzo Spinoso
Vincenzo Spinoso (Bagnara Calabra, 7 settembre 1915 – Bagnara Calabra, 28 dicembre 1951) è stato uno scrittore, giornalista e poeta italiano.

## Biografia
Vincenzo Spinoso nasce a Bagnara Calabra, in provincia di Reggio Calabria, il 7 settembre 1915.Già da bambino e poi da adolescente, conosce, come scrive nel suo diario, "il filo del bisturi": subisce infatti due operazioni chirurgiche, che incidono negativamente sulla sua infanzia e sulla prima giovinezza e che non gli consentono di frequentare regolarmente neanche le scuole dell'obbligo.
Trascorre le giornate leggendo libri, giornali, riviste di ogni genere ed ascoltando la radio.
Si forma così "da solo, solo con l'anima" (come diceva di sé citando Giovanni Pascoli) senza l'ausilio di alcun insegnante, una cultura che spazia dal campo letterario a quello scientifico. Si interessa alla letteratura italiana ed a quella straniera, a quella moderna ed alla più antica: Leopardi, Goldoni, Shakespeare, Verga, Capuana, Oriani, lbsen, Lope de Vega, Oscar Wilde, Guelfo Civinini, Zavattini. Questi e tanti altri sono gli autori che si ritrovano citati nella vasta corrispondenza epistolare che egli intrattiene per tanti anni con scrittori, amici, conoscenti occasionali, con i quali discute di critica, di costume, di morte e, soprattutto, di vita : rispondendo ad un'amica che gli confidava che in lei la speranza era morta per metà, scriveva: "la speranza, questa fatina della vita, non ha misure e resta integra in ogni piccolezza, come integro resta il ricordo dei sorrisi materni, anche quando di essi resta in noi solo il lucore di una bocca sbiadita. La speranza ci insegna a sorridere anche quando gli occhi sono annegati nel pianto".
Durante i periodi di breve ripresa fisica - che si alternano a lunghi periodi di malattia egli continua la sua attività letteraria, scrivendo poesie, in lingua ed in vernacolo, un romanzo e molte novelle ispirate alla gente di Calabria.
Collabora anche a diversi giornali e riviste con la pubblicazione di articoli, novelle, elzeviri, corrispondenze e partecipa a concorsi letterari per opere inedite.
Riesce a conseguire il Diploma di Abilitazione Magistrale che gli consente di iniziare una modesta attività di insegnante privato, nel suo paese, allora privo di scuole medie e superiori: questo contatto con i ragazzi ed i giovani lo appassiona e lo esalta.
Nell'immediato dopoguerra, lancia a Bagnara Calabra due iniziative culturali: la fondazione e pubblicazione di un giornale locale – denominato "Sfalassà" dal nome del torrente che sfocia a Bagnara - stampato in proprio, con il sistema eliografico e la fondazione dell'Unione Culturale Bagnarese, tramite la quale organizza conferenze, due serate culturali, un concerto di musica classica e due edizioni di una mostra di pittura, che suscitano un certo interesse. Queste iniziative naufragano quasi subito per difficoltà contingenti ed economiche; del giornale Sfalassà vedono la luce solo 3 numeri. Tutto ciò rattrista molto Vincenzo Spinoso, lo demoralizza e lo porta a scrivere in una sua lettera: "è inutile inveire; siamo dei poveri cigni confinati in un pantano e ci tocca alzare il collo per vedere, e solamente per vedere, il volo delle aquile".
La sua attività artistica continua a spaziare dalla poesia alla prosa, dalla saggistica ai racconti per ragazzi, al teatro, alla fotografia, e una raccolta di innumerevoli pensieri, definizioni, massime, ricordi, sparsi su mille e mille pezzetti di carta.
Copiosa la raccolta epistolare del giovane poeta ed imponente il materiale letterario iniziato e rimasto incompiuto.
L'aggravarsi della malattia gli fa sentire l'imminenza della fine: ma rimane sereno, non teme la morte, anzi, specie in alcune sue poesie in vernacolo, la schernisce. In una lettera del febbraio del 1950, scrivendo a Cesare Zavattini, con cui aveva ripreso una corrispondenza iniziata nel 1938, diceva: "caro maestro....fra poche settimane, fra pochi mesi morirò! Uno stupido male ai reni avvelena giorno per giorno il mio sangue. E non vi sono mezzi per arrestare questa opera di distruzione. Ma sono sereno e attendo ciò che mi aspetta". Morirà 20 mesi dopo!
Nonostante questa triste consapevolezza, continua a lavorare ed a scrivere quasi sino alla fine, che sopraggiunge - dopo una estenuante ed interminabile agonia - il mattino del 28 dicembre 1951 a soli 36 anni, quando quello "stupido male ai reni" ha il sopravvento sul suo forte cuore.
Fra le tante testimonianze di cordoglio, giunte a suo tempo alla famiglia, quella di Corrado Alvaro, che il 3 gennaio 1952, scriveva da Roma: " ... i rapporti che ebbi con Vincenzo Spinoso, m'hanno lasciato il ricordo di un'anima gentile e di un cuore profondo. Così lo rimpiango".
Il fratello Francesco Spinoso, scomparso nel 2009, si è per molti anni, almeno finché la salute glielo ha consentito, impegnato nel compito di riordinare il materiale letterario, riuscendo a far pubblicare una raccolta di novelle, l'epistolario e una raccolta di poesie in vernacolo mantenendo viva l'attenzione del pubblico, soprattutto bagnarese, sulla figura del fratello Vincenzo e partecipando a numerose manifestazioni di studio, ricordi e celebrazioni.
A tal proposito va ricordata la pubblicazione del volume “Mal di Calabria”, il cui titolo è tratto dalla prefazione del romanzo "Carmela Zivillica" dove Vincenzo Spinoso scriveva: “Un male indefinibile possiede la mia terra e quindi il mondo e i personaggi di questo racconto. Un male che trovi nell'anima, nelle carni delle nostre donne; nei muscoli, nella volontà dei nostri uomini; nel sorriso, nell'innocenza dei nostri piccoli: nelle cose tutte di terra nostra. È il male che ci distingue; che sa di terra pregna d'umori e di marciumi, che sa di zàgara e di sangue; un male che portiamo pel mondo come profumo di signora. Per esso, al di là di qualsivoglia sciagura, si cerca terra per scavare le fosse al riposo dei vinti, per scavare le fondamenta al riposo dei vincitori; per esso l'uomo vìola le leggi umane e divine, la femmina vince ogni catena, la madre ogni dolore, l'amore ogni legame, l'odio ogni sentimento; per esso la terra che trema frana si fende è serva, il mare che rode smangia inghiotte è servo, la fiumàna che corrode travolge trascina è serva. È il male di Calabria, la forza rigeneratrice della sua gente. Per esso l'uomo, accanto all'ulivo tenace, è ognora in piedi e offre al vento le sue ferite, i suoi dolori: perché rimargini quelle, perché porti questi lontano; dono a chi non conosce la necessità del patimento”.
Il 28 dicembre 1979, nel ventottesimo anniversario della morte, Vincenzo Spinoso è stato commemorato sulla radio locale "Radio perla del Tirreno" nella trasmissione radiofonica "la nostra voce" condotta dal maestro Mimmo Surace, suo fraterno amico, con la partecipazione del fratello Francesco Spinoso.
Il 31 marzo 1983 la trasmissione televisiva “Meeting” di Telereggio (Calabria)  curata da Saro Lombardo è stata dedicata a Vincenzo Spinoso.  Alla trasmissione sono intervenuti, oltre al fratello Francesco, il Senatore e Poeta Emilio Argiroffi e la Prof.ssa Carmelina Sicari, critico letterario.
Nell'estate del 1991 è stata messa in scena dalla "cooperativa teatrale reggina Archiviato il 24 agosto 2013 in Internet Archive." diretta da Enzo Zolea la commedia “L'undi da testa”, scritta nel 1943.
Il 10 maggio 2003 il Comune di Bagnara Calabra ha reso omaggio al poeta facendo apporre, alla base del monumento dedicato alla “Bagnarota” in Piazza Marconi, una targa con il testo della poesia dedicata da Vincenzo Spinoso alla “bagnarotazza”, l'operosa femmina di Bagnara.
Alcune poesie dialettali di Vincenzo Spinoso sono state scelte dal gruppo musicale Discanto per i testi di canzoni arrangiate ed inserite nel cd “Chista maìa” dell'agosto 2005.
Il 19 settembre 2014 a Bagnara Calabra, con una serata organizzata dall'editore e dal Comune, viene presentata la pubblicazione, a cura della Prof.ssa Masella Cotroneo, del romanzo "Carmela Zivillica", edito da Disoblio Edizioni Archiviato il 9 marzo 2018 in Internet Archive.
Il 30 novembre 2014, a Bagnara Calabra, l'organizzazione del 2º Premio Letterario "All'in Sud" Archiviato il 6 marzo 2016 in Internet Archive. - Edizione 2013-2014 ha deciso di dedicare al poeta la sezione "Racconto Inedito", con la consegna dell'intitolazione d'onore in occasione della cerimonia di premiazione.
Da marzo 2016 è attiva la pagina "Facebook" dedicata al poeta.
Da febbraio 2025 è attivo il profilo Instagram dedicato al poeta

## Opere
- Muzzuni - versi dialettali, Palmi, Tipi Zappone, 1944.
- Offerta - versi sciolti, Palmi, Tipi Zappone, 1944.
- Sarmenti - versi sciolti, Palmi, Tipi Zappone, 1945.
- Fides - versi sciolti, Palmi, Tipi Zappone, 1945.
- Fratelli, novella pubblicata su "Tempo" di Reggio Calabria, 1944.
- Pane e Vino, novella pubblicata su "Tempo" di Reggio Calabria, 1944.
- Vampe, novella pubblicata su "Tempo" di Reggio Calabria, 1944.
- Fiori Rossi, novella pubblicata su "Piccolissimo" di Reggio Calabria, 1948.
- La Laurea, novella pubblicata su "Voce di Calabria" di Reggio Calabria, 1950

Pubblicazioni postume
- Umile Lampa, raccolta di poesie pubblicata dai familiari nel primo anniversario della morte, Reggio Calabria, Tipografia Siclari, 1952
- Mal di Calabria - raccolta di novelle, Reggio Calabria, Jason Editrice, 1991
- Sfalassà - raccolta poetica in dialetto calabrese, Reggio Calabria, Reghium Julii, 1999
- Epistolario e Diario di Vincenzo Spinoso, Reggio Calabria , Reghium Julii, 2002
- Carmela Zivillica - romanzo, Bagnara Calabra, Disoblio Edizioni Archiviato il 9 marzo 2018 in Internet Archive., 2014

## Attività giornalistica
Fu fondatore e direttore di "Sfalassà", quindicinale di vita paesana, e collaboratore dei seguenti giornali e riviste:
- Il Tempo - quotidiano di Roma;
- Il corriere di Calabria - quotidiano di Reggio Calabria;
- Tempo - quotidiano di Reggio Calabria;
- La voce di Calabria - quotidiano di Reggio Calabria;
- Piccolissimo - mensile letterario di Reggio Calabria;
- L'azione popolare - settimanale di Reggio Calabria;
- Il calabrese - mensile letterario di Castrovillari.

## Premi e riconoscimenti
- 1º premio ex aequo, nel "concorso per una novella", indetto dalla "Settembrata Calabrese 1945" con Santa Nunziata
- Menzione onorevole alle novelle Zi Rosa e Cuginazzi nel "concorso per una novella" indetto dalla "Settembrata calabrese 1945".
- 1º premio nel concorso "Nella Lo Presti" indetto dall'Istituto Calabria nel 1946 con la novella  Mamme. Presidente della commissione giudicatrice Leonida Repaci.
- 3º premio nel concorso per una poesia dialettale, indetto dalla "Settembrata Calabrese 1945" con U Cumparatu.
- Segnalazione e premio della rivista "Selezione medica" del 26-10-1950 per un giudizio su "l'Eutanasia".

## Critica
- C. Sicari,Vincenzo Spinoso, un poeta dimenticato, in "Calabria sconosciuta", a. IV-V, n. 16-17, (ottobre 1981 - marzo 1982).
- M.C. Mammola, Vincenzo Spinoso, poeta e scrittore di Calabria, in "Calabria letteraria", a. XXXI, n. 1-2-3, 1983.